# Bilenke-Perșe (Lîsohirka), Zaporijjea
Bilenke-Perșe (în ucraineană Біленьке-Перше) este un sat în comuna Lîsohirka din raionul Zaporijjea, regiunea Zaporijjea, Ucraina.

## Demografie
Componența lingvistică a localității Bilenke-Perșe
     Ucraineană (80,2%)
     Rusă (18,32%)
     Alte limbi (0,24%)
Conform recensământului din 2001, majoritatea populației localității Bilenke-Perșe era vorbitoare de ucraineană (80,2%), existând în minoritate și vorbitori de rusă (18,32%) și armeană (1,11%).